# Baskervilla auriculata
Baskervilla auriculata är en orkidéart som beskrevs av Leslie Andrew Garay. Baskervilla auriculata ingår i släktet Baskervilla och familjen orkidéer.

## Underarter
Arten delas in i följande underarter:
- B. a. auriculata
- B. a. yungasensis